# Southern Football League Division One West
La Southern Football League Division One West est un championnat anglais de non-league football mis en place et géré par la Southern Football League de 1999 à 2006. Baptisé Southern Football League Western Division à sa création, il fut renommé en 2004. Le championnat occupait le huitième rang du système pyramidal anglais au même niveau que les Southern Football League Division One East, Northern Premier League First Division et Isthmian Football League First Division.

## Histoire
En 1999, la Southern Football League remplaça les Midland Division et Southern Division par les divisions One East et One West. Après une restructuration en 2006, la ligue supprima les deux nouveaux championnats et créa à la place les Division One South and West et Division One Midlands.

## Organisation
En fin de saison, le champion, vice-champion et le vainqueur des séries éliminatoires (troisième à la sixième place) étaient promus en Southern Football League Premier Division ou Isthmian Football League Premier Division, l'affectation dépendant de leur situation géographique. Les 2 derniers clubs étaient relégués au neuvième niveau du système pyramidal.

## Palmarès
| Saisons   | Nom du championnat                        | Champion               |
| --------- | ----------------------------------------- | ---------------------- |
| 1999-2000 | Southern Football League Western Division | Stafford Rangers       |
| 2000-2001 | Southern Football League Western Division | Hinckley United FC     |
| 2001-2002 | Southern Football League Western Division | Halesowen Town FC      |
| 2002-2003 | Southern Football League Western Division | Merthyr Tydfil FC      |
| 2003-2004 | Southern Football League Western Division | Redditch United FC     |
| 2004-2005 | Southern League Division One West         | Mangotsfield United FC |
| 2005-2006 | Southern League Division One West         | Clevedon Town FC       |